# Sillod
Sillod är en ort i Indien.   Den ligger i distriktet Aurangabad och delstaten Maharashtra, i den centrala delen av landet, 900 km söder om huvudstaden New Delhi. Sillod ligger 616 meter över havet och antalet invånare är 51 042.
Terrängen runt Sillod är platt, och sluttar söderut. Runt Sillod är det ganska tätbefolkat, med 207 invånare per kvadratkilometer. Sillod är det största samhället i trakten. Trakten runt Sillod består till största delen av jordbruksmark.